# Willem van Botroun
Willem (II) van Botroun (overleden na 1262) was heer van Botroun en constable van Jeruzalem.
Hij was de tweede zoon van Bohemund van Botroun en Isabella van Botroun. Hij werd ook wel Willem van Antiochië genoemd (Franks: Guillaume de Antiochia).
Willem was samen met zijn vader en broer Jan aanwezig bij de Slag bij La Forbie (18 september 1244), zijn vader en broer werden daarbij gevangengenomen en vielen in moslimhanden, Willem keerde als enige gewond naar huis. Willem nam daarna het regentschap over van het leenschap Botroun. In 1258 werd hij tot constable van Jeruzalem benoemd.
In 1262 bemiddelde hij in een verzoening tussen de Tempeliers orde en de Hospitaler orde, het verdrag werd op 19 december 1262 gesloten en is het laatste wat van Willem van Botroun schriftelijk is vernomen.
Hij was gehuwd met Agnes van Sidon, een dochter van de graaf van Sidon, Balian I Grenier. Ze kregen minstens een zoon:
- Jan van Botroun († 1277), heer van Botroun, huwde Lucie Embriaco van Gibelet